# 王宇 (萬曆進士)
王宇（？—？年），字永啓，號原斋，福建福州府閩縣人，明朝政治人物。

## 生平
萬曆三十四年（1606年）丙午科顺天中式举人，三十八年（1610年）庚戌科進士。官南京刑部主事，擢南兵部武选司员外郎，奏免南郡武弁赴北袭职，弁咸德焉，为建生祠于雨花台侧。擢山东提学参议，课士执法，为请谒不遂者中伤归，行李萧然。著有《原斋集》及《经书说》。后起户部员外郎，未任卒。